# 福野郵便局
福野郵便局（ふくのゆうびんきょく）は、富山県南砺市（旧東礪波郡福野町）にある郵便局である。局番号は32032。

## 概要
住所：〒939－1599 富山県南砺市苗島4912

### 職員
1942年（昭和17年）当時において福野郵便局には局長1名のほか、通信手2名、雇員19名及び特務雇員12名の職員が在籍した。

## 歴史

### 概要

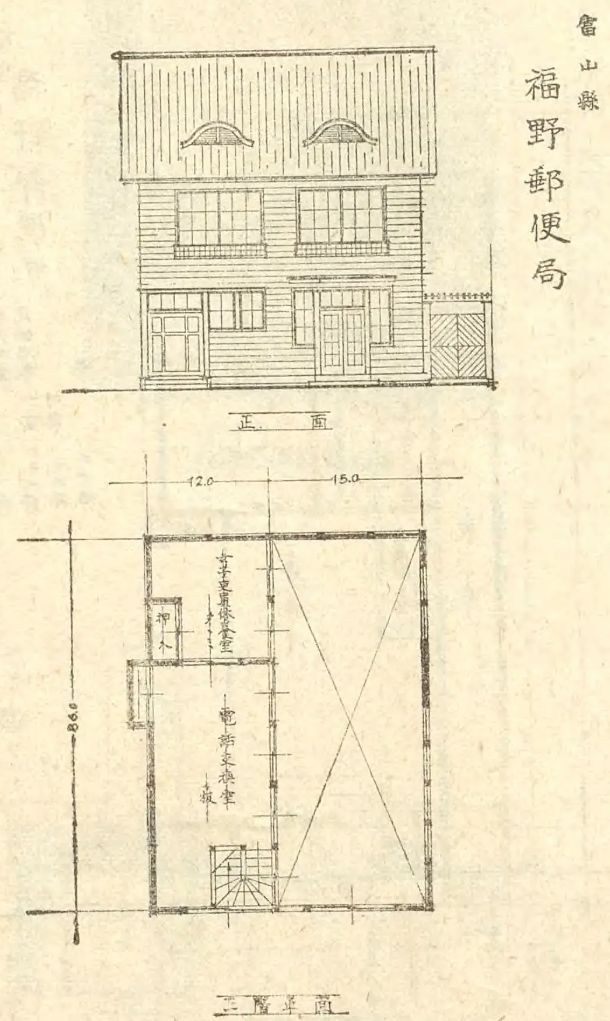
1923年（大正12年）築の局舎外観と二階平面図

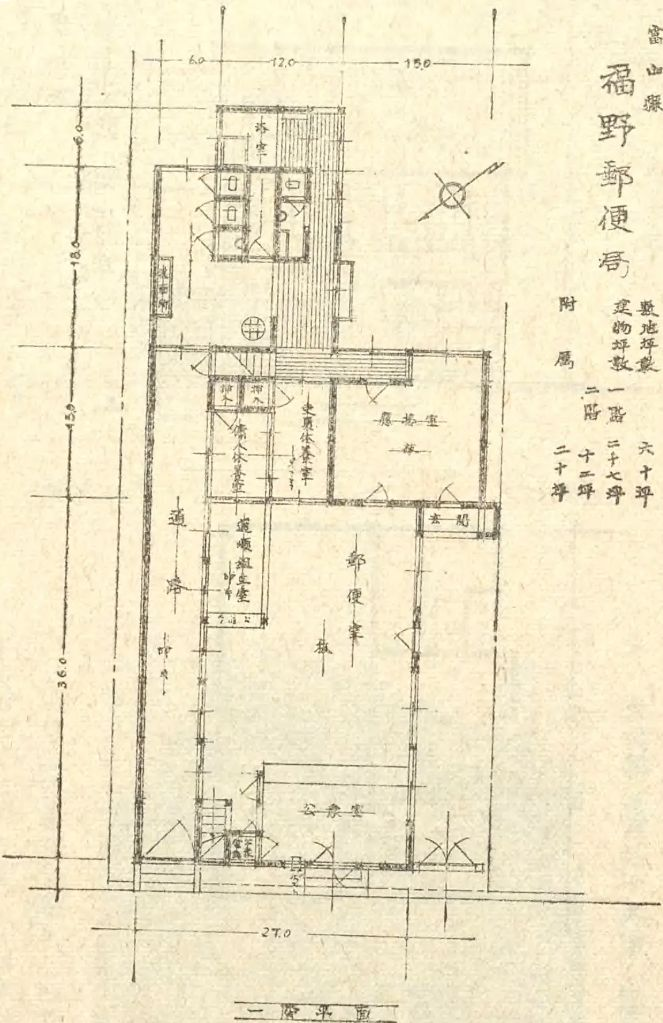
1923年（大正12年）築の局舎一階平面図

1964年（昭和39年）頃の局舎

福野郵便局は1873年（明治6年）7月1日に福野郵便取扱所として開設され、1875年（明治8年）1月1日より五等郵便局、1881年（明治14年）7月25日より四等郵便局となり、つづいて1886年（明治19年）に地方逓信官官制（明治19年勅令第8号）によって郵便局三等級制が実施されるに伴い、同年4月26日から三等郵便局に改定された。初代局長は礪波郡福野村の田中清三がこれを務め、開設当初は出町 - 福野間の郵便線路を一日二回脚夫が往復したが、郵便取扱数は数日に一通と僅少であった。また、当時の局舎は田中清三の自宅であった。
1885年（明治18年）10月1日に貯金、1890年（明治23年）8月1日に為替の取扱が開始された。1891年（明治24年）からは田中清三にかわって五島寛平が二代目の局長となったが、五島は薬種商として鷹栖屋を営んでおり、その店舗兼自宅の半分を郵便局、半分を旧来のとおり薬種商の家業に用いた。1892年（明治25年）3月16日より福野郵便電信局となり電信の取扱を開始し、1892年（明治29年）7月1日に小包郵便の取扱を開始した。1903年（明治36年）4月1日からは通信官署官制（明治36年勅令第40号）の施行に伴い、郵便電信局の名称は廃止され、再び福野郵便局と名を改めた。
第二代局長をつとめた五島寛平は1905年（明治38年）に死去し、その長男であった達二があとをついで第三代局長となり、その父の名の寛平を襲名している。寛平父子はこうして二代にわたって1954年（昭和29年）に辞職するまで60年以上にわたり福野郵便局の局長の任にあたった。1909年（明治42年）9月11日には電話通話事務、同月21日からは電話交換業務が開始された。架設費は95円と高額であったが、当初加入者は20名を集め、希望者はなるべく自分の希望に沿う電話番号を得ようと競争したという。また、振り袖に海老茶の袴を身にまとい、束髪をリボンに飾った婦人電話交換手は当時の若い女性にとって羨望の的であった。
1923年（大正12年）に東礪波郡福野町浦町へ新局舎が竣工した。この局舎の設計を行ったのは、第二代局長であった五島寛平の三男である吉田鉄郎であった。吉田鉄郎は1915年（大正4年）に第四高等学校を卒業して東京帝国大学理科大学理論物理学科に入学、翌1916年（大正5年）に同大学工科大学建築学科へ転学し、1919年（大正8年）7月10日に卒業して同月17日より逓信省経理局営繕課に勤務しているが、この局舎設計は大学在学中から逓信省への勤務当初にかけて行われた。
この福野郵便局局舎について吉田鉄郎の建築作品としては「どこまでタッチしたかは不明であり、作品として本格的にとりあげるべきものではない」とする評価がある一方、「福野郵便局は道路に面した部分が公衆室と現業事務室で、奥の半分が住居になっている二階建ての木造建築で、建具の取り付けなども後年の木造住宅のデザインを連想させるものをもっている」との評価もある。また、南一誠は「富山テレビの特集番組は、福野郵便局の自然光を取り入れた設計を、東京中央郵便局の開放的な建具のデザインに連続するものとして注目している。実際、東京中央郵便局の設計室が逓信省営繕課に設けられたのは大正一一年（一九二二）であり、福野郵便局で試みられたことが、東京中央郵便局の設計に影響をあたえた可能性は高い」との見解を示している。
なお『逓信協会雑誌』昭和8年12月号においては設計当事者による同局舎への評価が次のように語られている。
1941年（昭和16年）2月1日に郵便局の等級制が廃止され、旧三等郵便局たる福野郵便局は特定郵便局となった。戦後の1958年（昭和33年）1月15日には福野電報電話局が開設され、それまで福野郵便局がになってきた電話交換及び電報配達事務の電気通信業務は同報話局へ移管された。1962年（昭和37年）5月には東礪波郡福野町苗島に新局舎が竣工したので、それまで局舎として用いられてきた同町浦町の旧局舎は、爾後住友生命の事務所として用いられることとなった。この新局舎新築は退職後もなお逓信発展のために尽力していた第三代局長五島寛平がその必要性を訴えて実現したものという。
1988年（昭和63年）3月からは再び新局舎の建設に着手、同年10月24日に鉄筋コンクリート造2階建ての新局舎が完成した。
なお1923年（大正12年）築の吉田鉄郎の設計にかかる旧局舎は、前述の通り、郵便局の使命を終えたのちは住友生命の事務所として用いられていたが、局舎として実際に用いられた建物についてはすでに建て替えられて現存しない。ただし、その離れとして建設されていた住宅部分と蔵は曳家されて現存しており、2024年（令和6年）以降その保存方がクラウドファウンディングをもって図られている。

### 年表
- 1873年（明治6年）7月1日 - 福野郵便取扱所として開設される[2]。
- 1875年（明治8年）1月1日 - 五等郵便局に改定[4]。
- 1881年（明治14年）7月25日 - 四等郵便局に改定[4]。
- 1885年（明治18年）10月1日 - 貯金の取扱を開始する[8][4]。
- 1886年（明治19年）4月26日 - 三等郵便局に改定[4]。
- 1890年（明治23年）8月1日 - 為替の取扱を開始する[9][4]。ただし当分のうちは小為替振出事務を取扱わない[9]。
- 1891年（明治24年） - 経営が五島寛平に移り、薬種商を営む店舗の半分が郵便局となる[12]。
- 1892年（明治25年）
  - 3月16日 - 福野郵便電信局（三等）となり電信の取扱を開始する[10]。
  - 5月16日 - 電信為替の取扱を開始する[29]。
  - 6月1日 - 小為替振出事務を開始する[30]。
- 1896年（明治29年）7月1日 - 小包郵便の取扱を開始する[11]。
- 1903年（明治36年）4月1日 - 三等郵便局に改定[4]。
- 1909年（明治42年）
  - 8月6日 - 特設電話規則（明治41年逓信省令第43号）による特設電話加入申込の受理を開始する[31]。
  - 9月11日 - 電話通話事務を開始する[13]。
  - 9月21日 - 電話交換業務を開始する[14]。また、電報規則（明治33年逓信省令第46号）第75条に規定する電話加入者託送電報も取扱う[14]。
- 1923年（大正12年） - 東礪波郡福野町浦町に局舎を新築する[16]。
- 1941年（昭和16年）2月1日 - 通信官署官制（大正13年勅令第273号）改正により等級制を廃止し、特定郵便局となる[22][23]。
- 1954年（昭和29年）7月22日 - 計量法（昭和26年法律第207号）第173条の規定により当郵便局を計量器使用事業場に指定する[32]。
- 1958年（昭和33年）
  - 1月15日 - 東礪波郡福野町に福野電報電話局を開設し、福野郵便局の電話交換及び電報配達事務を同報話局へ移管する[33][34]。
  - 10月10日 - 福野郵便局より福野電報電話局へ電信為替の業務の一部[35]を委託する[36]。
- 1962年（昭和37年）5月 - 東礪波郡福野町苗島に木造の新局舎が竣工する[25][37]。爾後1923年（大正12年）築の旧局舎は住友生命の事務所として利用される[16]。
- 1988年（昭和63年）
  - 3月末 - 局舎老朽化に伴い、新築工事に着手[25]。
  - 10月24日 - 鉄筋コンクリート一部2階建て、749m2の新局舎がオープン。新局舎営業を記念して、局舎と福野町（当時）の花のキクをあしらった小型記念スタンプなどを制作し、10月30日まで窓口に備えた[25]。

## 取扱内容
- 郵便、印紙、ゆうパック、内容証明、国際郵便、e発送サービス
- 貯金、貯金担保自動貸付け、為替、振替、振込、国債、口座貸越サービス、財形定額貯金、貯金小切手の振出、簡易払い
- 生命保険、バイク自賠責保険、がん保険
- ゆうちょ銀行ATM

## 周辺
- 富山県道20号砺波福光線
- 南砺市福野市民センター
- 福野文化創造センターヘリオス
- 福野駅
- 北陸労働金庫砺波支店
- 砺波信用金庫福野駅前支店